# Kurt Schaarschuch
Kurt Schaarschuch (* 21. Mai 1905 in Pieschen; † 23. September 1955) war ein deutscher Fotograf. Er wurde besonders durch die Dokumentation der Zerstörung Dresdens im Zweiten Weltkrieg bekannt.

## Leben und Werke
Kurt Schaarschuch war vor allem in Dresden aktiv. Seine Publikation Bilddokument Dresden 1933–1945 wurde noch im Jahr 1945 erstmals veröffentlicht und bis Ende 1946 in zahlreichen Exemplaren verkauft. Eine Neuauflage scheiterte indes, und Schaarschuchs Erinnerungsbuch wurde 1950 von Richard Peters Dresden – eine Kamera klagt an gleichsam abgelöst. Wolfgang Hesse betonte grundlegende Unterschiede zwischen den beiden Werken: „Während Kurt Schaarschuch [...] in konventionellen Bildgegenüberstellungen von Vorher und Jetzt den Verlust der alten Stadt beklagt, inszeniert Richard Peter [...] diesen Untergang als Grundlage des Neuen. Wiewohl 1949 aus der SED ausgeschlossen, konzipierte Peter – ganz auf Parteilinie – sein Buch als Argument der Politik des Kalten Kriegs. Auch fotografisch stehen beide Bücher gegeneinander: Schaarschuch in den Konventionen der Heimatschutz-Bildwelten der Zwischenkriegszeit, Peter in denen der Arbeiter- und Pressefotografie der späten 1920er und frühen 1930er Jahre“. Auch Sylvia Ziegner betonte in ihrer Dissertation über die Trümmerfotografien die propagandistische Ausrichtung von Peters Bildband.
In Schaarschuchs Buch wurden Ansichten Dresdens vor und nach der Zerstörung auf Doppelseiten unkommentiert einander gegenübergestellt. Es war die erste Publikation dieser Art über Dresden. Ludolf Kuchenbuch stellte 2009 fest: „Wenn Glasenapp die Bildbände von Hermann Claasen, Richard Peters und Kurt Schaarschuch über die Trümmerlandschaften [...] vergleicht, manifestieren sich feine Nuancen [...]: Mit der Ausnahme von Kurt Schaarschuchs „Bilddokument Dresden [...]“, das eine explizite Kausalität zwischen der Zerstörung von Städten und Nationalsozialismus herstellte, dominierte eine dezidierte Entkoppelung der Trümmerwüsten von der NS-Vergangenheit.“
Über die Entstehung der Bilder für den Erinnerungsband Schaarschuchs erzählte dessen Tochter später, er habe seine Kamera ständig „vor den russischen Besatzern“ verstecken müssen.
Schaarschuch floh 1952 in den Westen, woraufhin seine Bilder in Dresden mit dem Sperrvermerk „Republikflüchtling“ versehen wurden und jahrzehntelang unerschlossen blieben.
Schaarschuch war der Vater der Fotografin Helga Teichmann. Sein Nachlass befindet sich im Stadtmuseum Dresden.

## Publikationen
- Meuselwitz in Thüringen, Meuselwitz 1940
- Bilddokument Dresden 1933–1945, Dresden 1945
- Klein und Groß im Zoo, mit Hans Petzsch, Dresden 1951